# Pulvinitidae
Famille
Synonymes
- famille Pulvinitidae
- sous-famille Pulvinitinae L. Stephenson, 1941 (préféré par BioLib)

Genres de rang inférieur
- Pulvinites

Les Pulvinitidae constituent une famille de mollusques bivalves, de l'ordre des Pterioida. Cette famille ne comprend de nos jours qu'un seul genre et une seule espèce vivante.

## Liste des genres
Selon World Register of Marine Species (5 décembre 2016) :
- genre Pulvinites De France, 1824
  - Pulvinites adansonii Defrance, 1824 †
  - Pulvinites exempla (Hedley, 1914)